# دار الغرب الإسلامي
دار الغرب الإسلامي هي إحدى أشهر دور النشر بالعاصمة اللبنانية بيروت، أسسها التونسي الحاج الحبيب اللمسي عام 1979  والمقصود بالغرب الإسلامي المغرب العربي والأندلس، ذلك أن هذه الدار تخصصت في نشر أمهات الكتب التي ألفها أبناء هذه المنطقة من العالم العربي الإسلامي، وذلك لأن هذه الدار رأت أن مؤلفي هذه المنطقة يمتازون بوحدة في العقيدة وطول نفس وعقلانية وميل إلى التأصيل والتقعيد والتنظير والتطبيق على الوقائع ومراعاة للأعراف والمصالح. ولم تقتصر منشورات الدار على كتب التراث المحققة تحقيقا علميا في حلل قشيبة، وإنما تولت أيضا نشر العديد من كتب المعاصرين، ومما وقع تعريبه من أطروحات تهم تاريخ المغرب العربي في أحقاب مختلفة.

## من منشوراتها
- أبو إسحاق إبراهيم بن القاسم الرقيق، قطعة من تاريخ إفريقية والمغرب، تحقيق عبد الله العي الزيدان وعز الدين عمر موسى، 1990.
- كتاب سياسة الصبيان وتدبيرهم، تحقيق وتقديم الدكتور محمد الحبيب الهيلة، 1404هـ/1984م.
- عبد العزيز الثعالبي، تونس الشهيدة، 1988.
- أبو القاسم سعد الله، تاريخ الجزائر الثقافي، 1981.
- محـمد محفوظ، تراجم المؤلــفين التونسيين، 1982.
- روبار برنشفيك، تاريخ إفريقية في العهد الحفصي من القرن 13 إلى نهاية القرن 15م، تعريب حمادي الساحلي، 1988.
- محمد الطالبي ، الدولة الأغلبية. 184-296، 800-909، التاريخ السياسي ،
- الهادي روجي إدريس، الدولة الصنهاجية، تاريخ إفريقية في عهد بني زيري من القرن 10 إلى القرن 12، تعريب حمادي الساحلي، 1992.